# Ioannis Kasoulidis
Ioannis Kasoulidis (Grieks: Ιωάννης Κασουλίδης) (Nicosia, 10 augustus 1948) is een Cypriotisch politicus van de conservatieve partij Dimokratikos Synagermos. Gedurende drie periodes (1997–2003, 2013–2018 en 2022–2023) was hij minister van Buitenlandse Zaken in de Cypriotische regering. Tussen 2004 en 2013 was Kasoulidis lid van het Europees Parlement.

## Opleiding en carrière

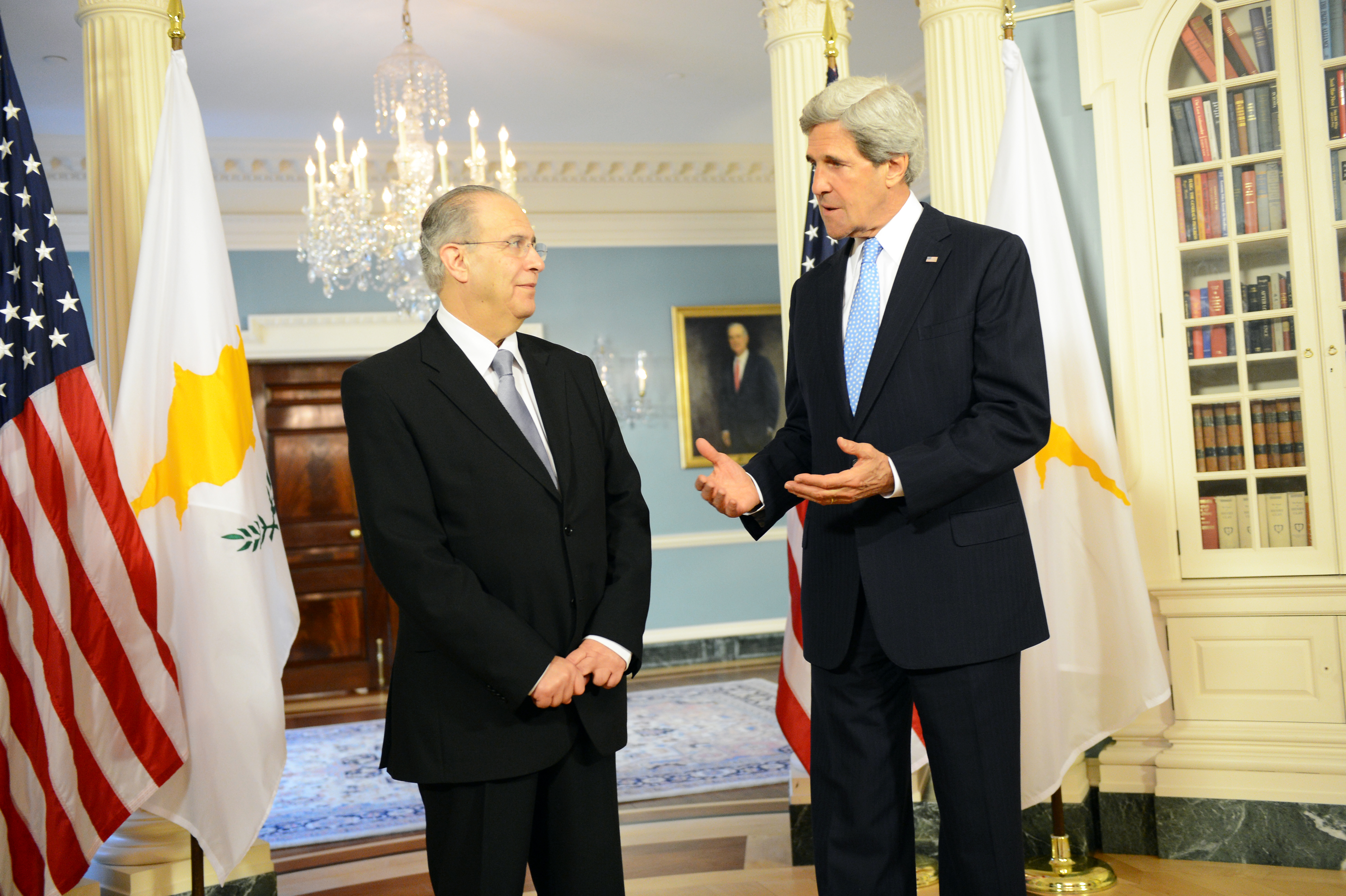
Kasoulidis met zijn Amerikaanse collega John Kerry

Kasolidis studeerde geneeskunde aan de Franse Universiteit van Lyon. In 1974 studeerde hij er af als dokter. Tussen 1975 en 1981 werkte hij als dokter en docent in Londen. Hierna verhuisde hij naar Cyprus en hield er een dokterspraktijk tot 1993.
Van 1991 tot 1993 zetelde hij voor Dimokratikos Synagermos in het Cypriotische parlement en werd daarna door president Glafkos Clerides als regeringswoordvoerder aangesteld. In 1997 werd hij benoemd tot minister van Buitenlandse Zaken. Tijdens zijn ambtstermijn startte en finaliseerde hij de onderhandelingen om Cyprus bij de Europese Unie te krijgen. In 2003 richtte hij de consultancy firma "DDK Strategy and Public Affairs" op.
Bij de Europese parlementsverkiezingen in juni 2004 werd Kasoulidis verkozen als Europarlementslid, waar hij lid werd van de grootste fractie, de Europese Volkspartij. Hij hield er zich voornamelijk bezig met Buitenlandse Zaken en was onder andere vicevoorzitter van de Delegatie voor relaties met de Palestijnse Wetgevende Raad.
In 2008 besloot hij om zich kandidaat te stellen voor het Cypriotisch presidentschap en deel te nemen aan de Cypriotische presidentsverkiezingen van 2008. Hij won de eerste ronde, maar verloor de tweede met 46% van Demetris Christofias.
Kasoulidis werd in 2009 herkozen als Europarlementariër. In 2013 werd hij echter opnieuw minister van Buitenlandse Zaken en verliet het Europees Parlement, waar hij werd opgevolgd door Andreas Pitsillides. Tijdens zijn ministerschap werd hij geconfronteerd met de economische malaise in zijn land, de ontdekking van gasvoorraden, de burgeroorlog in het nabijgelegen Syrië en de moeilijke relaties met Turkije.
In maart 2018 trad hij af als minister en werd hij voorzitter van de strategische raad van EuroAsia Interconnector; een project waarbij de elektriciteitsnetten van Griekenland, Cyprus en Israël met elkaar verbonden worden. Na vier jaar keerde Kasoulidis echter terug in de Cypriotische regering toen hij door president Nikos Anastasiadis opnieuw benoemd werd tot minister van Buitenlandse Zaken. Ditmaal bekleedde hij deze functie van januari 2022 tot en met februari 2023.